# Sea of Thieves
Sea of Thieves es un videojuego de acción-aventura en primera persona desarrollado por Rare y distribuido por Xbox Game Studios, para las plataformas Xbox One, Microsoft Windows, PlayStation 5.  El videojuego fue lanzado a la venta el 20 de marzo de 2018. El juego se describe como un "juego de aventuras de mundo abierto", lo que significa que grupos de jugadores se encontrarán regularmente durante sus aventuras, a veces formando alianzas, a veces enfrentándose cara a cara. El jugador asume el papel de un pirata que completa viajes de diferentes compañías comerciales para convertirse en la última leyenda pirata. Los jugadores deben alcanzar al menos el nivel 50 con 3 de las empresas comerciales para convertirse en una leyenda pirata. 
El juego se conceptualizó por primera vez en 2014. Rare se inspiró en los jugadores de títulos de PC como Eve Online, DayZ y Rust, quienes utilizaron las herramientas proporcionadas por estos juegos para crear sus propias historias personales. La compañía exploró diferentes escenarios para el juego, como temáticas de vampiros y dinosaurios, aunque finalmente se decidió por el tema pirata, inspirándose en películas como Piratas del Caribe y Los Goonies. El juego presenta un sistema de progresión que solo desbloquea elementos cosméticos, ya que el equipo de desarrollo quería alentar a los jugadores ocasionales y experimentados a jugar juntos. En comparación con otros juegos de Rare, el proceso de desarrollo de Sea of Thieves fue más transparente, y Rare invitó a los fanáticos a probar las primeras versiones del juego.
Microsoft Studios lanzó el juego en marzo de 2018 para Windows y Xbox One; también fue uno de los primeros juegos propios lanzados para los suscriptores de Xbox Game Pass. El juego recibió críticas generalmente mixtas tras su lanzamiento, y los críticos elogiaron el combate naval, la jugabilidad multijugador, las imágenes y la física del juego. Las críticas se dirigieron a la falta de contenido, progresión y jugabilidad superficial del juego. Rare imaginó el título como un "juego como servicio" y lanzó numerosas actualizaciones de contenido después del lanzamiento del juego, muchas de las cuales fueron recibidas positivamente. El juego también fue un éxito comercial y ha atraído a más de 25 millones de jugadores hasta octubre de 2021. Se lanzó una versión mejorada del juego para Xbox Series X/S en noviembre de 2020. 
En el año 2024 será lanzado a la plataforma de PlayStation, esto se dio a conocer gracias a una evento llevado a cabo por Xbox el 15 de febrero del mismo año sobre el futuro comercial de la compañía. Por ende será el primer título en la historia de Rare en ser lanzado en una consola de Sony.
Este cambio se dio a conocer por el CEO de Xbox, Phil Spencer: 
Para garantizar el éxito a largo plazo tanto de Xbox como de la industria en su conjunto, tenemos que seguir evolucionando. Hoy, anunciamos que expandiremos las comunidades a las que llegamos: actualmente estamos en proceso de llevar cuatro juegos a otras plataformas. Son títulos que han estado disponibles para jugadores de Xbox por al menos un año, incluidas gemas ocultas que merecen ser experimentadas más ampliamente y juegos de servicio en vivo de los cuales sus comunidades se beneficiarán al incluir a aún más jugadores. Al llevar estos títulos a más jugadores, no solo ampliamos el alcance e impacto de esos juegos, sino que también esto nos permitirá invertir en futuras versiones para estos juegos o en cualquier otro aspecto de nuestro cartera propia de juegos. No hay ningún cambio fundamental en nuestro enfoque sobre la exclusividad